# Kluchy połom bite
 Trong ẩm thực Ba Lan, Kluchy połom bite là một món kluski truyền thống - một dạng bánh bao mềm, nhão, thường không có nhân - và là đặc sản của vùng Gmina Kroczyce (một vùng nông thôn phía nam Ba Lan). Nguyên liệu của món này là một loại khoai tây đánh bông đặc biệt, được trộn với bột. Ở các vùng khác nhau của Ba Lan, món ăn được biết đến với những cái tên như ziemniaczana và fusier.
Thành phần chính của món ăn là khoai tây bóc vỏ, luộc lướt ván, được ướp muối và phủ bột, sau đó bột được "quay" (trong tiếng Ba Lan, "quay" là "Prażona", do đó món ăn còn tên là "prażucha"). Thành phẩm sau khi quay được "quất" bằng một cây gậy đặc biệt (połka) (tiếng Ba Lanː "połom bite" nghĩa là "quất bằng gậy poł"). Khối bột được "quất" cho đến khi mịn đều. Kluski ban đầu có hình dạng bất thường, chỉ trở thành hình khối ổn định khi nó được lấy ra khỏi nồi để phục vụ thực khác. Thịt thường được phục vụ như một món ăn chính, ăn kèm với thịt xông khói hoặc mỡ lợn xen kẽ, ăn ghém dưa chuột muối hoặc sữa có vị chua (không phải là sữa chua).